# Svarog
Svarog (en polonais Swaróg /ˈsfa.ruk/, en russe Сварог ou Соварог) est le dieu du feu et de la métallurgie dans la mythologie slave. 

## Étymologie
Son nom signifie en slave « clair, lumineux » et dérive du verbe *svariti (forger, fondre) d'origine indo-européenne. S'y rattachent le sanskrit svarga (ciel) et le perse xwar (soleil).

## Mythe

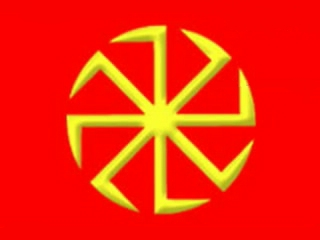
Kolovrat, symbole du dieu Svarog

Les légendes portant sur Svarog remontent au VIIIe – VIe siècles av. J.-C.. Svarog est le soleil resplendissant et créateur, dieu de la lumière[réf. nécessaire]. Il figure dans les gloses de Jean Malalas, où il est identifié à Héphaïstos et présenté comme le père du Soleil.
Selon les différentes tribus slaves et les régions, il reçoit également le nom de Dajbog (Belobog), dieu qui fertilise les champs, ou Svarojitch qui représente le feu terrestre, dieu protecteur des forgerons, ou encore Svantovít, dieu guerrier, souverain des Slaves de la Baltique.
Selon certaines théories, Svarog était un artisan sacré, père des autres dieux et créateurs du Soleil. Son feu était si sacré qu'il était interdit de crier ou de jurer lorsqu'on l'allumait.
Dans la tradition populaire, il est représenté sous la forme d'un dragon ailé ou d'un serpent cracheur de feu, entité occupant une fonction essentielle dans la cosmogonie slave. On lui doit l'introduction de l'ordre dans l'Univers et sa subdivision en trois royaumes (Jav, Prav et Nav). Selon les légendes, Svarog, associé au pouvoir fécondant et sexuel du feu, lutta contre Zmeï, serpent sanguinaire gigantesque qui tuait sans raison, ou un dragon polycéphale, symbole du désordre. Après l'avoir soumis à l'aide de pinces de forgeron, Svarog l'utilisa comme araire pour séparer le monde des vivants (Jav) de celui des morts (Nav), instaurant ainsi l'ordre (Prav). À partir de ce moment, Zmeï régna dans la sphère des morts tandis que Svarog s'établit dans le domaine céleste. Dans certains mythes, le sillon tracé par la charrue devint la rivière Smorodina et Zmeï devint le gardien du pont de Kalinov.
Pour certains, Svarog n'est pas le père de tous les dieux mais seulement de :
- Svarojitch, esprit de l'âtre, dont le culte était répandu surtout parmi les Slaves de la Baltique (certaines sources mentionnent Svarojitch et Svarog comme un seul et unique dieu) - voir aussi Agounia. Ainsi, dans une série d'homélies anciennes, il est dit que les nouveaux chrétiens continuent à « adresser des prières au Feu en l'appelant Svarožič. »[1]
- Dajbog, dieu du Soleil, de la richesse, de l'abondance.
- Radigost, protecteur de la cité et de l'économie, vénéré surtout chez les Polabes.

## Culte
On élevait dans son sanctuaire un cheval, le cheval blanc étant considéré, dans plusieurs endroits du monde indo-européen, comme un symbole solaire.

## Autres croyances
Dans le christianisme, Svarog est associé aux frères saint Damien et saint Côme, ainsi qu'à l'archange Saint Michel.
Dans certaines croyances du néo-paganisme, il est le dieu suprême et l'élément central de la sainte trinité (Triglaf). Il a achevé la création du monde en y apportant Prav. Ses animaux sacrés sont le bœuf à cornes dorées, le cheval, le sanglier et le faucon appelé Varagna. Selon Jakobson, Svarog est l'un des noms tabou du faucon sacré aux yeux de feu. Svarog peut-être comparé à Odinn de la mythologie scandinave ou encore à Apollon ou Hermès de la mythologie grecque par leur influence sur leurs cultures respectives.